# 毛沢民

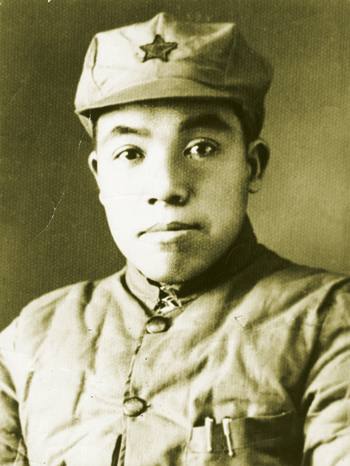
毛沢民

毛 沢民（もう たくみん、Mao Zemin、1896年4月3日 - 1943年9月27日）は、清国（中国）湖南省湘潭県韶山沖出身の政治活動家。字は詠蓮、のちに潤蓮。毛沢東の弟である。

## 人物・略歴
1922年10月に中国共産党に加入する。そのまえは安源煤鉱（石炭鉱山）で労働運動に従事していた。1925年に中共中央出版発行部経理に就任する。
1930年に毛沢東の妻の楊開慧が湖南軍閥の何鍵に銃殺された後、毛沢民は楊開慧の3人の子どもを連れて上海に行った。1931年に閩粤贛軍区経済部長に就任し、10月に中華ソビエト共和国臨時中央政府銀行行長に就任する。1932年11月に中華鎢鉱公司総経理。1933年5月に閩贛省ソビエト政府財政部部長を兼任し、1934年10月に長征に参加し、1936年2月に中華ソビエト工農民主政府国民経済部部長に就任した。
1938年2月、毛沢民は「周彬」という偽名を使い新疆で働く。前後して新疆省財政庁、民政庁庁長などの職に就く。1939年6月、“病気療養”の名義でソ連に赴いたが、1940年1月22日にソ連を離れた。1939年、銭希均と離婚し、朱旦華と結婚する。1941年に毛遠新が出生する。
1942年9月17日、毛沢民や陳潭秋ら140余名の中共党員と家族は、盛世才に“督辦請談話”の名義で逮捕され、満城の邱公館に軟禁される。モスクワは、中共駐重慶代表の周恩来に対し、蔣介石と交渉して拘束された党員らの釈放を求める交渉をするように促したが、周恩来は新疆で拘束されている人員の釈放要求をまったく口に出さなかったとされる。
1943年9月27日、毛沢民と陳潭秋と林基路は迪化（現在のウルムチ）で盛世才に殺された。

## 家庭
- 兄：毛沢東
- 弟：毛沢覃
- 妻：最初の妻王淑蘭、第二の妻銭希均、第三の妻朱旦華（中国語版）
- 子：毛遠新（第四子、朱旦華の子）
- 女: 毛遠志